# Lynn Silliman
Lynn Silliman, född 24 april 1959 i Watsonville i Kalifornien, är en amerikansk roddare.
Hon tog OS-brons i åtta med styrman i samband med de olympiska roddtävlingarna 1976 i Montréal.